# Рейес, Педро (боксёр)
Педро Орландо Рейес Понсе (исп. Pedro Orlando Reyes Ponce; 23 февраля 1959, Гавана — 26 ноября 2024) — кубинский боксёр, представитель наилегчайшей весовой категории. Выступал за сборную Кубы по боксу на всём протяжении 1980-х годов, чемпион мира, победитель Панамериканских игр, победитель Игр Центральной Америки и Карибского бассейна, победитель и призёр многих турниров международного значения.

## Биография
Педро Рейес родился 23 февраля 1959 года в Гаване, Куба.
Впервые заявил о себе в сезоне 1980 года, когда вошёл в состав кубинской национальной сборной и стал бронзовым призёром домашнего международного турнира «Хиральдо Кордова Кардин».
В 1983 году одержал победу на Панамериканских играх в Каракасе, одолев всех своих оппонентов в наилегчайшей весовой категории.
Должен был принимать участие в летних Олимпийских играх 1984 года в Лос-Анджелесе, однако Куба вместе с другими странами социалистического лагеря бойкотировала эти соревнования по политическим причинам. Вместо этого Рейес выступил на альтернативном турнире «Дружба-84», где завоевал золотую медаль.
В 1986 году был лучшим на Играх Центральной Америки и Карибского бассейна в Сантьяго и на чемпионате мира в Рино.
Олимпиаду 1988 года в Сеуле опять же вынужден был пропустить из-за бойкота.
В 1989 году стал серебряным призёром мирового первенства в Москве, уступив в решающем финальном поединке советскому боксёру Юрию Арбачакову.
Умер 26 ноября 2024 года в возрасте 65 лет.
Его сын Руди Рейес стал достаточно известным игроком в бейсбол.